# Eurya hebbemensis
Eurya hebbemensis är en tvåhjärtbladig växtart som beskrevs av Clarence Emmeren Kobuski. Eurya hebbemensis ingår i släktet Eurya och familjen Pentaphylacaceae. Inga underarter finns listade i Catalogue of Life.